# Autoinjector
Un autoinjector és un producte sanitari dissenyat per administrar una dosi d'un medicament concret. Els injectors es van dissenyar inicialment per resoldre els dubtes relacionats amb l'ús dels dispositius emprats per l'autoadministració de fàrmacs injectables.
La majoria dels autoinjectors són xeringues carregades amb una sola dosi, d'un sol ús i amb una xeringa accionada amb un ressort. Els autoinjectors tenen un disseny que facilita l'ús i estan pensats per tal que els pacients se'ls puguin administrar ells mateixos, o que els pugui administrar algú sense una formació específica. El lloc de la injecció depèn del medicament que contingui, però normalment s'administra a la cuixa o als glutis.
Els autoinjectors són residus punxants.

## Disseny

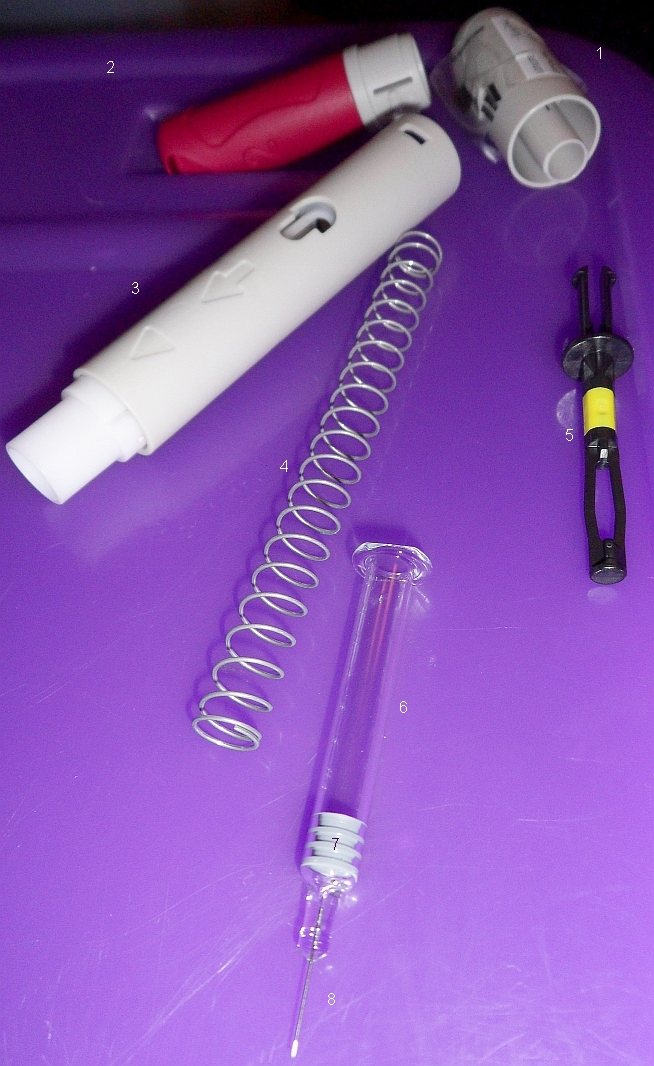
Components autoinjector Humira

Hi ha dissenys tant per a la injecció intramuscular com subcutània. Els autoinjectors d'un sol ús acostumen a utilitzar un ressort precarregat com a font d'energia. Aquest ressort juntament amb els components mecànics associats formen un actuador lineal d'un sol ús. Quan s'activa, l'actuador inicia una seqüència de tres passos:
Impulsa la xeringa cap endavant per a perforar el lloc d'injecció
Acciona el pistó de la xeringa, el qual injecta la droga.
Desplega un escut per cobrir l'agulla.
Alguns injectors s'activen simplement empenyent l'anella contra el lloc d'injecció. En aquests dissenys, la tapa protectora és el mecanisme de seguretat principal. Altres dissenys utilitzen un mecanisme de seguretat similar al de les pistoles de claus: la injecció s'activa empenyent l'anella contra el lloc d'injecció i simultàniament, mentre s'aplica pressió, prement un botó d'activació situat a l'extrem posterior del dispositiu.
Com que els autoinjectors gastats contenen una agulla hipodèrmica, representen un potencial perill biològic per als treballadors de gestió de residus. Així doncs, la tapa protectora està dissenyada, no només per a protegir el medicament i mantenir estèril l'agulla, sinó també per a proporcionar una protecció adequada dels residus punxants després de l'eliminació.
Els injectors dissenyats per aplicar-se a través de capes de roba poden incloure l'opció d'ajustar la profunditat d'injecció. Altres característiques típiques inclouen una petita finestra per a inspeccionar el fàrmac, un indicador de l'ús que li queda basat en un codi de colors i un clic audible un cop la injecció hagi acabat.

## Usos

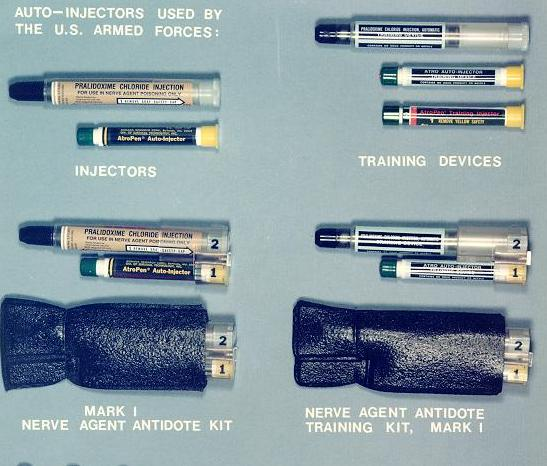
Una variant dels autoinjectors que fa servir l'exèrcit dels Estats Units

Els autoinjectors d'epinefrina sovint es prescriuen a persones que tenen risc de patir anafilaxi. Algunes marques comercials són Anapen, EpiPen, Emerade i Auvi-Q.
Els autoinjectors Rebiject, Rebiject II i Rebidose s'utilitzen per Rebif, el fàrmac per interferó beta-1a amb què es tracta l'esclerosi múltiple. Al mercat també es pot trobar un injector per a la versió Avonex d'aquest mateix medicament.
L'autoinjector SureClick és un producte combinat per als fàrmacs Enbrel o Aranesp per tractar l'artritis reumatoide o l'anèmia, respectivament.
Els autoinjectors subcutanis Sumatriptan s'utilitzen per acabar amb la cefalàlgia d'Horton.
Els usos militars inclouen:
Els autoinjectors s'utilitzen sovint a l'exèrcit per protegir el personal dels agents químics durant una guerra. A l'exèrcit dels Estats Units, l'atropina i el 2-PAM-Cl (clorur de pralidoxima) s'utilitzen per a primers auxilis (bé sigui a un camarada o a un mateix) contra agents nerviosos. Un altre producte, el Mark I NAAK (Kit d'Antídot per a Agents Neurotòxics), proporciona aquests fàrmacs en forma de dos autoinjectors separats. Un model més recent, l'ATNAA (Autoinjector del Tractament Antídot contra Agents Neurotòxics), té tots dos fàrmacs en una sola xeringa, cosa que permet simplificar el procés d'administració. A la guerra del Golf, l'ús accidental i innecessari dels autoinjectors d'atropina subministrats als civils israelians va derivar en un problema mèdic important.
Juntament amb el Mark I NAAK, els militars americans també porten autoinjectors de diazepam (Valium), coneguts com CANA.

## Variants
Un altre disseny té la forma i mida d'un telèfon intel·ligent que es pot guardar en una butxaca. Aquest disseny també inclou una agulla retràctil, així com instruccions de veu automatitzades per ajudar els usuaris a l'hora d'utilitzar correctament l'autoinjector. L'autoinjector d'epinefrina Auvi-Q té aquest disseny.
Una variant més recent és l'autoinjector jet, que conté un cilindre de gas a pressió i propulsa un raig de líquid a través de la pell sense fer servir cap agulla. Aquest disseny té l'avantatge que els pacients que tenen por a les agulles toleren millor l'ús d'aquests dispositius. L'autoinjector es pot tornar a carregar, i es poden utilitzar diferents dosis o diferents fàrmacs, encara que l'única aplicació generalitzada fins avui ha estat l'administració d'insulina en el tractament de la diabetis.